# Список персонажей Grand Theft Auto IV: The Ballad of Gay Tony
Сюжет дополнения Grand Theft Auto IV: The Ballad of Gay Tony развивается параллельно с событиями Grand Theft Auto IV и Grand Theft Auto IV: The Lost and Damned

## Главные персонажи

### Луис Лопес (Luis Lopez)
Представлен в: «I luv L.C.»
Родился в 1983 году, доминиканец, занимается многим: участник уличной банды, связан с наркодилерами, так же работает личным охранником Гея Тони.
У Луиса есть мать, Адриана Янира Лопес, брат Эрнесто и сестра Лета. Он рано бросил школу, работал наркодилером в Нортвуде.
Является личным телохранителем и правой рукой «Гея» Тони. После того как Тони задолжал денег Мори Киббуцу, Рокко и семье Анчелотти, Луис выполняет для них некоторые поручения. После он знакомится с Юсуфом Амиром и помогает ему украсть военный вертолет, бронетранспортер и вагон поезда метро.
Затем он вместе с Тони и Эваном едет на сделку по покупке бриллиантов, но сделка срывается из-за нападения Джонни Клебитца. Луис уводит Тони разделяясь с Эваном, который увозит бриллианты. Позже становится известно, что Джонни убил Эвана и забрал бриллианты. Позднее Луис срывает сделку по продаже, украденных у них бриллиантов еврейской мафии, в которой участвуют Джонни Клебитц и Нико Беллик и забирает бриллианты. Через несколько дней Тони сообщает что похищена Грейси Анчелотти, дочь главы семьи Анчелотти. Луис и Тони выслеживают одного из похитителей — Патрика МакРири. Похитители требуют в обмен на Грейси бриллианты, и Анчелотти заставляет Тони и Луиса отдать их. Грейси возвращается к отцу.
Во время одного из посещений клуба Луис знакомится с Рэем Булгариным, русским мафиози. После выполнения нескольких его поручений Луис узнает что бриллианты купленные Тони принадлежали ему и Булгарин пытается убить его. После Луис встречается с Рокко, который говорит, что из ситуации есть лишь два выхода — убить Тони или умереть самому. Луис возвращается к клуб Тони, где его уже ждут Рокко и Винс, но Луис убивает Винса, после чего на клуб нападает банда русских, но Тони и Луису удается уйти. Луис решает убить Булгарина. Он отправляется на место поставки героина и уничтожает его помощника Тимура, а затем отправляется в аэропорт и успевает запрыгнуть в самолет Булгарина. Убив его Луис выпрыгивает из самолета на парашюте.
Возвратившись к Тони и встретившись с Юсуфом, они решают вернуться в бизнес.

### Энтони «Гей Тони» Принс (Anthony «Gay Tony» Prince)
Представлен в: «I luv L.C.»
Энтони Принц (Anthony Prince), известный также, как Гей Тони (Gay Tony), является владельцем ночных клубов в Либерти-Сити. Благодаря близкой дружбе с Грэйси Анчелотти (Gracie Ancelotti), он приближен к этой семье (Ancelotti). Ему принадлежат несколько заведений в Либерти-Сити, включая «Maisonette 9» и «Hercules». Некоторые из его клубов были закрыты городским постановлением из-за различных нарушений.

### Юсуф Амир (Yusuf Amir)
Представлен в: «Chinese Takeout»
Арабский иммигрант из Дубая. Владеет миллиардным состоянием, является застройщиком Либерти-Сити. Одним из его несбывшихся проектов являются Висячие сады Амира, — квартиры на воздушных шарах над Персидским заливом. Работает с Луисом, в одной из миссий поручает ему украсть целый вагон из состава поезда. На деле оказывается избалованным сыном арабского шейха, который растрачивает деньги своего отца, без его ведома, на проституток, роскошь и свои причуды.

### Мори Киббуц (Mori Kibbutz)
Представлен в: «Kibbutz Number One».
Старший брат Брюси. Эгоистичный, наглый и невоспитанный. Соревнуется с Луисом. С его же помощью перехватывает бизнес у своих друзей.
Постоянно унижает Брюси и опережает во всем, Брюси его ненавидит.

### Винс (Vince)
Представлен в: «I luv L.C.»
Убит в: «Party’s Over»
Винс — дядя Рокко и как Рокко, он связан с криминальным синдикатом Анчелотти. Занял денег Тони и тот теперь должен перед ним как-то рассчитываться. Убит Луисом в «Maisonette 9».

### Рокко Пелоси (Rocco Pelosi)
Представлен в: «I luv L.C.»
Рокко служит Анчелотти и трясет с Тони деньги, которые ему когда-то дала семья. Поэтому Тони вместе с Луисом решают деловые проблемы Рокко.
Наркоторговец. Общается с малолетними наркоманами и прожигателями жизни, оказывает нешуточное влияние на Гея Тони. Луиса это очень сильно беспокоит.

### Энрике Бардас (Henrique Bardas)
Представлен в: «I luv L.C.»
Энрике — партнер Армандо в преступном деле. Вместе с Луисом, эта замечательная троица росла на улицах Либерти-Сити. Энрике не слишком умный, но сильный, жестокий и верный. Он знает, как пользоваться оружием. Также предоставляет Луису любые транспортные средства, в которых тот нуждается.
Армандо утверждает что Энрике еще в детстве выпал из окна и ему снесло пол головы, после этого случая у него плохая мозговая деятельность. Из алфавита он знает только буквы «БДСМ» этому его научила сестра Армандо когда Энрике обратился к ней за помощью с учебой.

### Армандо Торрес (Armando Torres)
Представлен в: «I luv L.C.»
Один из самых старых друзей Луиса. Вместе они ходили в школу, вместе столкнулись с большими проблемами. Армандо очень не нравится, что Луис ушел из их кругов в ночную жизнь, но по-прежнему верен ему. Готов всегда дать Луису нужную пушку.

### Тимур (Timur)
Представлен в: «Boulevard Baby»
Убит в: «Departure Time»
Вторичный антагонист. Помощник Рэя Болгарина, любит электрогитары. Впервые он появится вместе с Рэем Булгариным в «Maisonette 9». Позже он помогает Луису убить Эшвиля для Булгарина. В конце он будет загружать героин Дмитрия Раскалова в парке аттракционов. Убит Луисом.

### Рэй Булгарин (Ray Bulgarin)
Представлен в: «Boulevard Baby» Убит в: «Departure Time» 
Главный антагонист вселенной GTA IV. Контрабандист из Восточной Европы, связанный с российской мафией Либерти-Сити. Участвует в героиновой сделке с Дмитрием Раскаловым, а также хочет купить местную хоккейную команду и выражает неподдельный интерес к клубному бизнесу Гея Тони.

## Персонажи из GTA 4 и The Lost and Damned

### Нико Беллик
Протагонист Grand Theft Auto IV.
Представлен в: «I luv L.C.»
Род. 1978. Иммигрант из Восточной Европы, недавно въехал в страну. Избегает принадлежности к какой-то одной определённой криминальной группировке.

### Джонни Клебиц
Представлен в: «I luv L.C.»
Вице-президент банды байкеров «The Lost». Пока главарь банды Билли Грэй находился на реабилитации, Джонни полностью руководил деятельностью и заключил перемирие с конкурирующей группировкой «The Angels of Death», а также наладил бизнес, благодаря которому вся банда получала стабильный доход.
Умер в Grand Theft Auto V.

### Билли Грей
Представлен в: «Chinese Takeout»
Убит в конце игры 
Президент банды «Lost». Был арестован за различные нарко-преступления и был отправлен властями на принудительное лечение. Вернулся в банду сразу же после досрочного освобождения. 
Предал банду Пропащих, в конце возможно убить

### Патрик «Пакки» МакРири (Patrick «Packie» McReary)
Представлен в: «I Luv L.C.»
Ирландский головорез, который является продолжателем дела уже теряющей влияние в Либерти-Сити Ирландской мафии. Патрик самый молодой в семье МакРири.

### Брюси Киббуц (Brucie Kibbutz)
Представлен в: «Chinese Takeout»
Постоянно качает мышцы, помешан на автомобилях и прикидывается весьма именитой персоной. Он читает рэп, он любит говорить о том, как много у него денег. Он может честно сказать, что не имеет ничего, кроме наилучших женщин, автомобилей, мажорных побрякушек и сильных стероидов. Младший брат Мори Киббуца.

### Роман Беллик (Roman Bellic)
Представлен в: «Chinese Takeout»
Двоюродный брат Нико. Он управляет небольшим таксопарком в Брокере (Broker) (Брокер — район Либерти-Сити). Женат на Мэллори Бардас.